# 7594 Shotaro
7594 Shotaro è un asteroide della fascia principale. Scoperto nel 1993, presenta un'orbita caratterizzata da un semiasse maggiore pari a 2,4171330 au e da un'eccentricità di 0,1849947, inclinata di 3,78906° rispetto all'eclittica.
L'asteroide è dedicato all'astrofisico giapponese Shotaro Miyamoto.